# Elisabetta Sofia Maria di Schleswig-Holstein-Sonderburg-Norburg
Elisabetta Sofia Maria di Schleswig-Holstein-Sonderburg-Norburg (Wolfenbüttel, 12 settembre 1683 – Braunschweig, 3 aprile 1767) è stata una principessa tedesca.
Per matrimonio fu la prima principessa ereditaria e, a causa della minore età di suo figlio, duchessa reggente di Schleswig-Holstein-Sonderburg-Plön. In seconde nozze divenne duchessa di Schleswig-Holstein-Sonderburg-Plön e di Brunswick-Lüneburg e principessa di Schleswig-Holstein-Sonderburg-Norburg.
Grazie a lei, in 25 anni di raccolte per il suo gabinetto biblico, Elisabeth Sophie Marie divenne la più famosa collezionista del suo tempo e operò lei stessa come autrice di scritti religiosi.

## Biografia

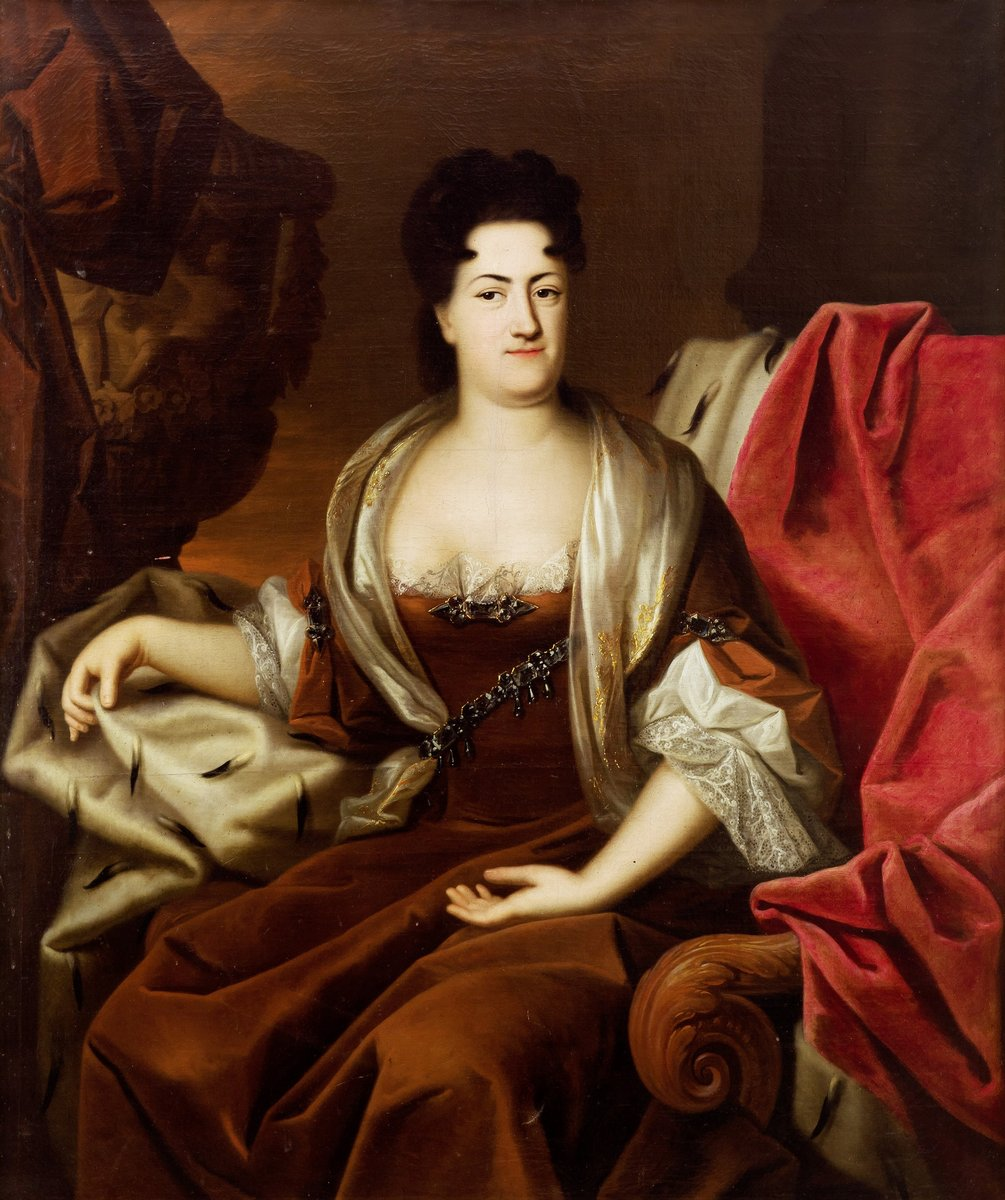
Elisabetta Sofia, Duchessa di Brunswick-Lüneburg

### Infanzia
Elisabetta Sofia Maria nacque come terza figlia di Rodolfo Federico (1645–1688), Duca di Schleswig-Holstein-Sonderburg-Norburg e di sua moglie, Bibiana di Promnitz (1649–1685). Al tempo della sua nascita, suo padre era ufficiale al servizio del Principe d'Orange Guglielmo III, Conte di Nassau e Barone di Breda. Sua madre possedeva il principato di Milin, in Slesia, che portò in dote col suo matrimonio. Bibiana crebbe Elisabetta Sofia per cinque anni: alla morte del padre, sua madre era già morta da tre anni, e fu quindi portata, assieme al fratello Ernesto Leopoldo (1685–1722) alla corte del duca Antonio Ulrico di Brunswick-Wolfenbüttel, marito della loro zia paterna Elisabetta Giuliana di Schleswig-Holstein-Sonderburg-Norburg e di Rodolfo Augusto da Wolfenbüttel.

### Matrimoni
L'8 ottobre 1701 sposò Adolfo Augusto (1680–1704), Principe ereditario di Schleswig-Holstein-Sonderburg-Plön. Egli era zio del suo tutore Rodolfo Augusto di Braunschweig-Wolfenbüttel. Il marito morì pochi giorni prima di suo padre, il duca Giovanni Adolfo. L'unico figlio nato da questo matrimonio, chiamato Leopoldo Augusto, che vide la luce l'11 agosto 1702, divenne così duca il 2 luglio 1704. Poiché egli era allora ancora bambino, Elisabetta Sofia assunse la reggenza, tuttavia Leopoldo Augusto morì già il 4 novembre 1706. Il ducato andò cosi a Gioacchino Federico di Schleswig-Holstein-Sonderburg-Plön.
Il 12 settembre 1710 la vedova Elisabetta Sofia sposò Augusto Guglielmo (1662–1731), Principe ereditario di Braunschweig-Lüneburg-Wolfenbüttel: egli era uno dei figli del suo precedente tutore Antonio Ulrico di Brunswick-Wolfenbüttel e di sua zia Elisabetta Giuliana. Questo matrimonio, il terzo per Antonio Guglielmo, rimase senza figli come i precedenti due. 
Suo fratello, duca Ernst Leopold von Holstein-Norburg (1685–1722), rimase alcuni anni a Bruxelles in servizio militare. Allorché si ammalò colà, egli volle recarsi presso una delle sue sorelle alla corte di Wolfenbüttel, tuttavia morì a Wesel durante il viaggio, per cui la sua salma fu traslata nell'agosto 1722 a Wolfenbüttel e inumata nell'allora locale tomba principesca di famiglia.
Elisabetta Sofia morì il 3 aprile 1767 nel Palazzo ducale di Braunschweig. La sua salma si trova oggi nella Tomba dei Principi della chiesa madre dedicata alla Beata Vergine Maria in Wolfenbüttel, dove dopo di lei nessun altro membro della famiglia fu sepolto.

### Riassunto biblico

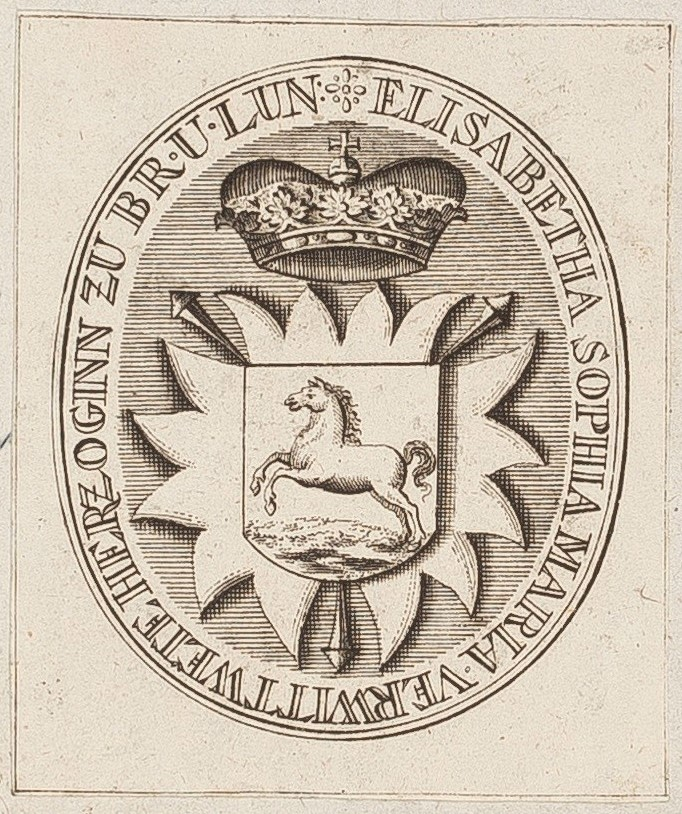
Ex-libris della duchessa Elisabeth Sophie Marie

All'età di sessant'anni la duchessa iniziò la sistematica realizzazione di una raccolta di testi biblici che lei, con notevole spesa, mise insieme nel Castello di Braunschweig. Li acquistò con gli altri libri all'asta, da proprietà private o ricevendoli attraverso regali. Nel corso degli anni raccolse 1161 bibbie in diverse lingue tra le quali si trovavano manoscritti, traduzioni di Lutero (così un'edizione del Testamento di Settembre) e testi biblici di altre confessioni. Lei stessa redasse scritti religiosi, una dogmatica laica, e confutò come convinta credente evangelico-luterana, le lettere del gesuita Seedorfer, che parteggiavanpo per il cattolicesimo. Di queste opere fece una vera e propria mostra.
Visitatori di questa mostra erano spesso pastori. Johann Christoph Selchow, pastore di Bettmar, Sierße, Fürstenau e Sophiental (Wendeburg) per esempio, si firmò nel giugno 1754, con un termine biblico, sul quaderno degli ospiti a Grauen Hof. Per vedere la mostra, si presentarono anche insegnanti e studiosi, come il poeta e filosofo Johann Christoph Gottsched.
Un primo catalogo della raccolta fu stampato nel 1752 dal predicatore di corte Georg Ludolph Otto Knoch (1705–1783). Nel settembre 1764 i libri della biblioteca furono trasferiti nella Biblioteca Duca Augusto, con la quale vennero create le basi dell'attuale raccolta biblica della biblioteca.